# Sciophila garretti
Sciophila garretti är en tvåvingeart som beskrevs av Zaitzev 1982. Sciophila garretti ingår i släktet Sciophila och familjen svampmyggor. Inga underarter finns listade i Catalogue of Life.